# Lingua micenea
La lingua micenea, o semplicemente miceneo (codice ISO 639-3 gmy) o anche acheo, è l'antica varietà di lingua greca rinvenuta nelle tavolette d'argilla redatte in lineare B dagli scribi dei palazzi di Micene, Pilo, Tirinto e Cnosso, e decifrate dall'architetto e linguista amatoriale Michael Ventris, fondatore della disciplina della micenologia.
Il dialetto miceneo, insieme ad altre arcaiche varietà di greco in parte sconosciute e in parte testimoniate, per alcune isoglosse, dai dialetti dorico ed eolico, venne parlato in Grecia, nei centri micenei del Peloponneso, dell'Egeo e di Creta, fra la metà del XVII e la fine del XIII secolo a.C. In seguito al crollo dei grandi palazzi micenei, regredì ritirandosi nelle isole linguistiche dell'Arcadia e di Cipro, per poi andare incontro ad un'evoluzione propria.
Assieme all'ittita e al sanscrito, il dialetto miceneo, e quindi la lingua greca, è la parlata indoeuropea di attestazione scritta più antica. La scoperta delle tavolette micenee fa del greco una delle lingue dalla documentazione storica più cospicua e antica nel mondo, insieme all'egizio e al cinese.

## Struttura grammaticale
Il dialetto miceneo presenta caratteristiche fonetiche, morfosintattiche e lessicali che permettono di considerarlo in gran parte come una forma arcaica del dialetto arcado-cipriota, noto in età storica.

### Fonetica
Sul piano fonetico, le caratteristiche salienti del miceneo sono:
- la conservazione di gran parte del vocalismo indoeuropeo, senza che siano ancora presenti le innovazioni più tarde dell'arcado-cipriota, come ad esempio la trasformazione di ŏ in ŭ;
- la conservazione della semivocale labiovelare  /w/ e della semivocale palatale  /j/.
- la conservazione delle antiche labiovelari sorda, sonora e aspirata, che nel greco di età storica troviamo variamente alterate:
- la scomparsa, avvenuta molto per tempo, della fricativa alveolare sorda  /s/ in posizione intervocalica e antevocalica all'inizio di parola;
- la trasformazione della dentale  /t/ in  /s/ prima di vocale anteriore alta  /i/.
- la conservazione del gruppo consonantico  /ns/, poi eliminato nel greco di età classica.

### Varianti diatopiche sul piano fonetico
Le tavolette micenee dei palazzi del Peloponneso attestano anche varianti diatopiche (miceneo speciale) diverse dal dialetto miceneo prevalente (miceneo normale): ad esempio, l'esistenza di gruppi linguistici in cui la /t/ indoeuropea non era evoluta in /s/ davanti ad /i/, fenomeno tipico del dialetto dorico, o la compresenza della preposizione metà accanto alla forma dialettale pedà. Tali varianti diatopiche hanno indotto a supporre che perlomeno nella tarda età del bronzo (tardo elladico III a e b) coesistessero in Grecia, nel Peloponneso centro-settentrionale, prefigurazioni arcaiche di isoglosse proprie dei dialetti dorico ed eolico.
Questa evidenza linguistica induce molti micenologi a ritenere superato il paradigma dell'invasione dorica, e a proporne un altro per cui i Dori e gli Eoli (o meglio, le loro prefigurazioni etnolinguistiche) sarebbero state già presenti in Grecia come realtà marginali nel sistema di potere degli stessi palazzi micenei -sistema di potere che fa intuire peraltro, alle sue spalle, una lunga e complessa storia di sanguinosi assestamenti territoriali-, ed abbiano approfittato opportunisticamente del collasso politico dei palazzi micenei indotto dall'eccessivo militarismo e dalla pressione di quelli che vennero poi chiamati popoli del Mare.

### Elementi notevoli della morfologia del miceneo
Il miceneo presenta in tutto e per tutto strutture simili a quelle di base della grammatica dei dialetti greci antichi più tardi, con alcuni elementi notevoli di arcaicità.

#### Morfologia nominale
- La desinenza dei dativi plurali delle declinazioni tematiche era -aihi (con caduta del sigma intervocalico) per la prima declinazione, quella dei temi in -a, e -oihi per la seconda, quella dei temi in o.
- Come attestano alcune tavolette micenee, il dativo singolare della declinazione atematica conservava la desinenza -ei, indoeuropea: ad esempio, nella declinazione del nome Djeus (=Zeus), il dativo era Diwei, come attestato dai documenti dei templi cretesi del monte Ditte, relativi allo smistamento dei doni e delle vittime per i sacrifici (tipica attestazione: wo-ro-de-wi-jo-jo me-no di-ka-ta-jo di-we, traslitterato come wrodèwjojo mēnòs Diktàjōi Diwèi, trad. "nel mese delle rose, [doni] a Zeus Ditteo).
- Fra gli elementi più arcaici del miceneo va notata, soprattutto, la conservazione dell'antico caso strumentale indoeuropeo, con desinenze come -ois, -phi, -phis. Tale caso aveva la funzione precipua di indicare il complemento di mezzo.

#### Morfologia verbale
La morfologia verbale del miceneo ricalca appieno quella del greco più tardo, di età classica, salvo una minor presenza del tempo perfetto, ancora non attestato per tutti i paradigmi verbali. Notevole è, nella forma media e passiva del presente e dei tempi principali, la conservazione delle desinenze indoeuropee -soi, -toi, -ntoi. Prima della scoperta del miceneo, tali forme erano considerate un ripristino dell'arcado-cipriota.

## Dialetto miceneo e dialetto omerico
Il miceneo ha fornito fondamentali apporti per capire la stratificazione dialettale presente nella lingua poetica utilizzata da Omero.
Nel primo periodo degli studi moderni della filologia omerica, si riteneva infatti che il più antico strato dialettale dei poemi omerici fosse l'eolico, fino al tentativo, fallito, di August Fick di retrotradurre l'Iliade e l'Odissea in eolico antico. L'errore di Fick si rivelò fecondo, poiché si comprese che alla base della lingua di Omero c'era un antecedente sconosciuto, con caratteristiche dialettali proprie.
Il miceneo, con le sue peculiarità morfologiche, costituisce il tassello mancante del quadro dell'evoluzione e delle origini della lingua epica, la quale evidentemente non sussisterebbe nella forma che ci è nota, senza un substrato miceneo.

## Ipotesi su una poesia epica micenea
Le conseguenze della scoperta che significativi moduli stilistici del dialetto omerico risalgono all'età micenea, ha portato gli studiosi a ipotizzare, data questa fondamentale prova indiziaria, la presenza di una poesia di corte epico-celebrativa, nei palazzi micenei dell'età del bronzo. Ciò implicherebbe che per lo meno i racconti epici relativi alla duplice distruzione di Troia risalgano, nel loro nucleo originario, alla cultura dei Micenei.
Quale forma avessero i canti epici micenei, non è però dato sapere con certezza. Si possono tuttavia fare alcune congetture.
Un'ipotesi non priva di plausibilità è che i membri ritmici che poi vennero a costituire l'esametro debbano essere molto antichi. I moduli formulari omerici risalenti all'età micenea sembrano infatti essere già adattati a una struttura metrico-verbale di andamento più o meno dattilico.
Il confronto fra la metrica eolica e la metrica del vedico, entrambe isosillabiche e caratterizzate da una base ritmica fissa, fa pensare che un tipo di verso epico isosillabo esistesse già in ambito indoeuropeo. Appare dunque assai probabile che una sorta di verso epico miceneo fosse costituito da un membro ritmico simile a un'emistichio di esametro. Il più tardo esametro epico deriverebbe dalla giustapposizione di due di questi membri ritmici simili, originariamente isosillabi.

### Nucleo storico dell'Iliade
La lettera di Tawagalawa, spedita da Ḫattušili I, re ittita, ad un principe miceneo (forse il suo nome era Etewokléwēs, Eteocle, re di una cittadella identificabile con la Tebe dell'età del bronzo), fa parola della situazione di Wilusa, la città di Ilio (Wilison), che i Micenei stessi avevano attaccato intorno al 1250 a.C.
Appare assai verosimile che il caso storico sia stato molto presto trasfigurato in racconto celebrativo. Come avviene altrove, nelle civiltà dell'oriente antico, lo scontro fra civiltà sarà stato rimetaforizzato in un linguaggio mitico-religioso. Probabilmente, il nucleo tematico dei re micenei, protetti da Zeus, Poseidas (Poseidone), dalla Diwja potnja Athana (Atena), contro i guerrieri di Wilion e i loro alleati (lega degli stati di Assuwa?) protetti dal dio solare, Apaliunas, Apollo, era già al centro di questi canti di corte.
Molte parti fondamentali del corpus epico si sono tuttavia alterate e stratificate durante il cosiddetto Medioevo ellenico, l'età buia che va più o meno dal 1200 (periodo approssimativo della seconda distruzione di Troia) all'800 a.C.
Non si può nemmeno escludere, data la suggestiva coincidenza fra il nome di Tawagalawa e un nome della tradizione mitica tebana, quello di Eteocle, che altre saghe epiche avessero origine nella tarda età del bronzo. Sceverare i materiali genuinamente micenei da quelli più tardi appare tuttavia difficile.